# Cantón Sucumbíos
Cantón Sucumbíos är en kanton i Ecuador.   Den ligger i provinsen Sucumbíos, i den nordöstra delen av landet, 140 km nordost om huvudstaden Quito.